# Casa da Tapada
A Casa da Tapada é um solar maneirista localizado na freguesia de Fiscal, município de Amares, em Portugal.
Encontra-se classificada como Imóvel de Interesse Público desde 1977.

## História
A Casa da Tapada, foi erguida pelo poeta Francisco Sá de Miranda e sua mulher D. Briolanja de Azevedo por volta de 1540, nas terras da antiga quinta do Bárrio da Fonte. Viveram lá a partir de 1552.
A Capela de Nossa Senhora da Guia, junto a ela, é mais recente e data de 1589 (tendo a autorização do bispo sido emitida apenas em 1615, data assinalada no portal do templo), tendo sido edificada pelo 3º Senhor da quinta, Francisco de Sá de Meneses.
Na segunda metade do século XVII, Casa e a Capela foram reedificadas, e a ala sul do solar data do primeiro quartel do século XIX.